# Libéria nos Jogos Olímpicos de Verão de 1964
A Libéria competiu nos Jogos Olímpicos de Verão de 1964 em Tóquio, Japão.